# Oxalis adspersa
Oxalis adspersa är en harsyreväxtart som beskrevs av Eckl. & Zeyh.. Oxalis adspersa ingår i släktet oxalisar, och familjen harsyreväxter. Inga underarter finns listade i Catalogue of Life.